# Divisió administrativa d'Islàndia
Aquest article mostra la divisió administrativa d'Islàndia.

## Actualment

### Circumscripcions electorals

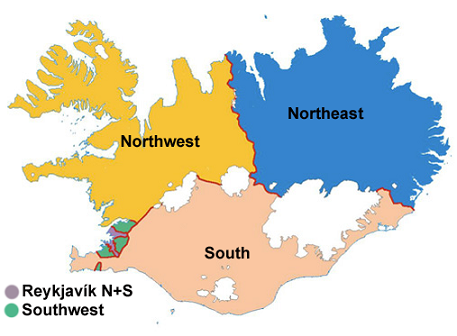
Les circumscripcions electorals.

Fins al 2003, les circumscripcions electorals per a les eleccions parlamentàries coincidien amb les regions, però per una esmena a la constitució es van canviar a les sis circumscripcions electorals actuals. El canvi es va fer per equilibrar el pes dels diferents districtes del país, ja que un vot emès a les zones poc poblades del país tenia molt més pes que un vot emès a la Regió de la capital (Höfuðborgarsvæði). El nou sistema ha reduït el desequilibri però encara existeix.

### Regions

Les regions.

El país es divideix en vuit regions que s'utilitzen principalment amb finalitats estadístiques. Les jurisdiccions de la cort de districte també utilitzen una versió anterior d'aquesta divisió. El sistema sanitari divideix el país en 7 districtes sanitaris que corresponen a les 8 regions d'Islàndia amb la fusió de la Regió Nord-occidental i la Regió Nord-oriental en un únic districte sanitari.

### Municipis

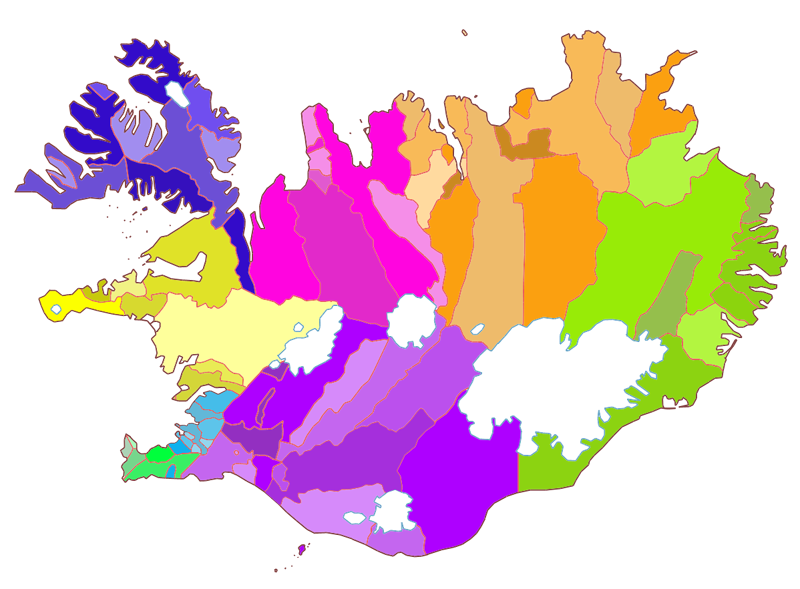
Els municipis.

El país es divideix en 74 municipis que regeixen la major part dels assumptes locals com l'educació infantil i primària, la gestió de residus, els serveis socials, l'habitatge públic, el transport públic, els serveis a la gent gran i persones amb discapacitat. També gestiones la zonificació (segons usos i densitats) i poden assumir voluntàriament funcions addicionals si tenen el pressupost per a això. L'autonomia dels municipis sobre els seus propis assumptes està garantida per la constitució islandesa.

## Històrica

### Comtats

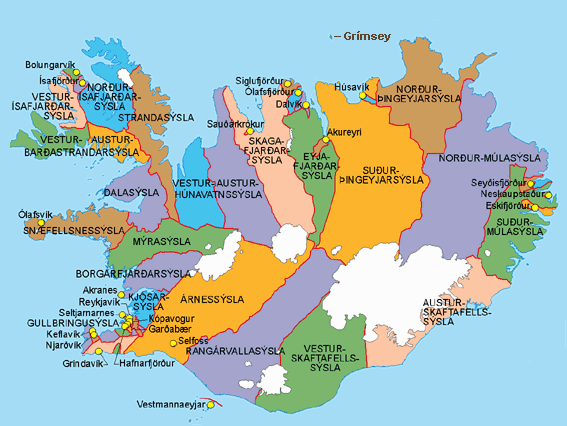
Els comtats.

Històricament, Islàndia estava dividida en 23 comtats. Actualment, Islàndia està dividida entre 24 comissionats de districte (Sýslumaður) que representen el govern amb diverses atribucions. La jurisdicció de les Oficines del comissionat s'assembla molt a les divisions històriques del comtat. Entre els seus càrrecs estan la gestió de la policia local (excepte a Reykjavík, on hi ha una oficina especial), el cobrament d'impostos, la declaració de fallida i el matrimoni civil.

### Farthings

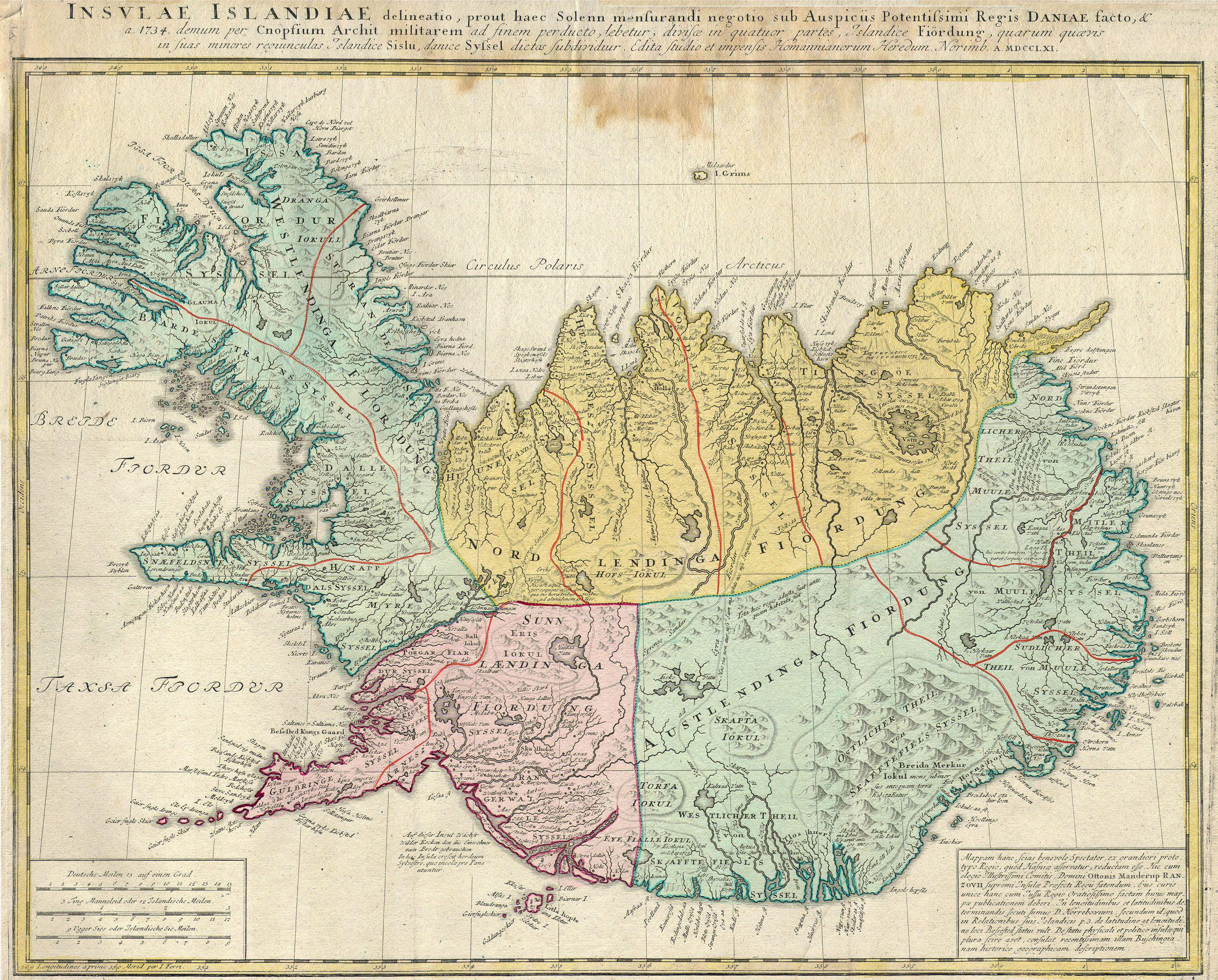
Els farthings islandesos en un mapa de 1761.

Històricament, Islàndia es va dividir en un seguit de farthings anomenats segons el punt cardinal que ocupaven. Es tractava de divisions administratives establertes el 965 per organitzar assemblees regionals anomenades farthing i per als tribunals regionals (islandès: Fjórðungsdómur (singular), Fjórðungsdómar (plural)). Cada farthing contenia tres assemblees locals (celebrades a la primavera i a la tardor), excepte el Norðlendingafjórðungur, que en tenia quatre.